# The Daily Wire
The Daily Wire — политическое интернет-издание, начавшее работу в сентябре 2015 года. Основателями являются политический комментатор Бен Шапиро и деятель кино Джереми Борейнг.

## История
Издание The Daily Wire было задумано Беном Шапиро и Джереми Борейнгом, работавшими на новостном сайте TruthRevolt. После того как они получили несколько миллионов долларов начального финансирования от миллиардеров-нефтяников Дэна и Фарриса Уилксов, проект был запущен в 2015 году.

## Подкасты
На сайте The Daily Wire выходит ряд подкастов: Шоу Бена Шапиро, Шоу Майкла Ноуэлса, Шоу Мэтта Уолша и Шоу Эндрю Клавана.

## Развлечения
В январе 2021 года The Daily Wire выпустила «Беги, прячься, бей», полнометражную драму о массовой стрельбе в школе. Его североамериканский релиз был эксклюзивным для подписчиков Daily Wire. В ноябре The Daily Wire запустила «Adam Carolla Truth Yeller», комедийный подкаст, снятый с живой аудиторией, с участием комика Адама Кароллы.
10 февраля 2022 года на YouTube состоялась премьера первого оригинального фильма The Daily Wire, «Взаперти». Режиссёром выступил Ди Джей Карузо, в фильме снялись Рэйни Куолли, Джош Хоровиц и Винсент Галло в своем первом фильме с 2013 года. После приобретения внутренних прав на «Академию супергероев», супергеройскую комедию с Кэри Элвесом в главной роли, компания представила фильм 10 марта 2022 года бесплатно на YouTube. После этого он перешёл на сайт The Daily Wire для эксклюзивного внутреннего просмотра по запросу.
«Смерть в прерии», вестерн в Монтане с Джиной Карано в главной роли, был выпущен для подписчиков 14 июня 2022 года.
29 июня 2022 года The Daily Wire запустила платформу видео по запросу DailyWire+ с различными подкастами и видеопродукцией Daily Wire и анонсировала мультсериал под названием «Chip Chilla», в котором присутствует голос комика Роба Шнайдера. 3 ноября исключительно на платформе был выпущен «Мой ужин с Трампом», документальный фильм в стиле синема верите с участием Дональда Трампа с его 16 ближайшими советниками.
В ноябре 2022 года The Daily Wire объявила, что выступит с экранизациями романа Айн Рэнд «Атлант расправил плечи» и серии Стивена Р. Лоухеда «Цикл Пендрагона». Съёмки сериала «Пендрагон» начались в сентябре 2023 года, выйдет в 2024 году. Семисерийный сериал будет совместно срежиссировать Джереми Боринг, в котором снимутся Том Шарп и консервативная ютубер Бретт Купер. 16 октября 2023 года, в годовщину основания Уолтом Диснеем его компании, Боринг объявил о запуске детского контент-сервиса под названием Bentkey. Сервис содержит часть детского контента, который они анонсировали в предыдущем году, включая «Chip Chilla». Первый полнометражный фильм сервиса станет экранизацией сказки «Белоснежка» под названием «Белоснежка и злая королева» с Купер в главной роли, в ответ на предстоящий диснеевский фильм «Белоснежка».
Фильмы
| Название                                 | Жанр                   | Дата выхода в США | Платформа  |
| ---------------------------------------- | ---------------------- | ----------------- | ---------- |
| Беги, прячься, бей                       | остросюжетный боевик   | 14 января 2021    | DailyWire+ |
| Взаперти                                 | триллер                | 10 февраля 2022   | DailyWire+ |
| Академия супергероев                     | супергеройская комедия | 10 марта 2022     | DailyWire+ |
| Кто такая женщина?                       | документалистика       | 1 июня 2022       | DailyWire+ |
| Смерть в прерии                          | вестерн                | 14 июня 2022      | DailyWire+ |
| Самая большая ложь, когда-либо проданная | документалистика       | 12 октября 2022   | DailyWire+ |
| Мой ужин с Трампом                       | документалистика       | 3 ноября 2022     | DailyWire+ |
| Белоснежка и злая королева               | фэнтези                | TBA               | Bentkey    |